# أليكس ويلوبي
أليكس ويلوبي (بالإنجليزية: Alex Willoughby)‏ (17 سبتمبر 1944 في المملكة المتحدة - 14 يوليو 2004) هو مدرب كرة قدم ولاعب كرة قدم بريطاني في مركز الهجوم. لعب مع نادي أبردين ونادي رينجرز.

## وصلات خارجية
- أليكس ويلوبي على موقع قاعدة بيانات كرة القدم.إي يو (الإنجليزية)